# Alexandru Mazăre
Alexandru Mazăre (n. 2 ianuarie 1972, București, România) este un fost politician român, fost membru al Parlamentului României. Este fratele lui Radu Mazăre, fostul primar al municipiului Constanța.
În perioada 1996-2004 a fost directorul general al Soti Cable Neptun SRL. La alegerile locale din iunie 2004 a fost ales consilier municipal în Constanța, însă a renunțat la mandat în noiembrie 2004, fiind ales deputat de Constanța pe listele Partidului Social Democrat. Acesta a ocupat ulterior funcția de senator în două legislaturi consecutive între 2008-2012 și 2012-2016, 
El a fost trimis în judecată de DNA pe 1 aprilie 2016 într-un dosar alături de fratele său, fostul primar Radu Mazăre, pentru complicitate la luare de mită și fals în declarații. Acesta a fost acuzat că a tăinuit existența unui cont personal din Israel, în care fuseseră virați 80.000 euro un cadou pentru primar, ca firma lui Elan Schwartzenberg să câștige licitația organizată de RAEDPP Constanța pentru construirea de locuințe modulare în cadrul Campusului social Henri Coandă.

## Condamnare penală
Pe 10 mai 2022 Alexandru Mazăre a fost condamnat definitiv la 3 ani de închisoare cu executare de Înalta Curte de Casație și Justiție. În aceeași zi acesta s-a predat la Arestul Poliției Capitalei.